# Jack Manning (Fotograf)
Jack Manning (* 1920 in Manhattan, New York; † 2001) war ein US-amerikanischer Fotograf. Er war Mitglied der New York Photo League. Die Photo League war eine Organisation von Fotografen in New York City, die sich der Dokumentation des Lebens in den Arbeitervierteln widmete. Sie wurde 1936 gegründet und bot ihren Mitgliedern Schulungen, Ausstellungsräume und eine Plattform für den Austausch über soziale und kreative Themen. Die Photo League spielte eine wichtige Rolle bei der Entwicklung der sozialdokumentarischen Fotografie in den USA.

## Leben
Jack Manning trat 1937 der Photo League bei, einer Organisation von Fotografen, die sich der Dokumentation des Lebens in den Arbeitervierteln New Yorks widmete. Unter der Leitung von Aaron Siskind arbeitete er am Harlem Document mit, einem Projekt, das die Lebensbedingungen und die Kultur der afroamerikanischen Gemeinschaft in Harlem dokumentieren sollte. Zusammen mit Fotografen wie Morris Engel und Harold Corsini trug Jack Manning dazu bei, ein umfassendes Bild dieses lebendigen Stadtteils zu zeichnen.  
Nach seiner Zeit in der Photo League setzte Jack Manning seine Karriere als Fotograf fort und arbeitete unter anderem für die New York Times. Seine Arbeiten wurden in renommierten Institutionen wie dem Museum of Modern Art (MoMA) ausgestellt, wo einige seiner Fotografien, darunter Elks Parade, Harlem (1938) und Man Leaps from Ships Mast (1968), Teil der Sammlung sind.

## Werk
Jack Mannings Fotografien zeichnen sich durch einen dokumentarischen Stil aus, der das Alltagsleben und die sozialen Realitäten der Menschen in New York einfängt. Ein bekanntes Werk ist Elks Parade, Harlem, 1939, das eine festliche Parade in Harlem zeigt. Das Bild wurde später in der Zeitschrift Look veröffentlicht, allerdings mit einer Bildunterschrift, die auf die Überbevölkerung des Viertels hinwies, ohne die Bedeutung der afroamerikanischen Organisation zu erwähnen, die die Parade organisierte.  